# Juan Gutiérrez Moreno
Juan Gutiérrez Moreno eller bare Juanito (født 23. juli 1976 i Cádiz, Spanien) er en spansk tidligere fodboldspiller, der spillede som midterforsvarer. Hans sidste inden så karrierestop var La Liga-klubben Valladolid, hvortil han skiftede i 2011. Han kom fra den ligeledes spanske klub Atlético Madrid. Han spillede i Atlético Madrid fra 2009 til 2011.
Med Real Betis var Juanito i 2005 med til at vinde landets pokalturnering Copa del Rey.

## International karriere
Juanito har i sin karriere spillet 25 kampe for Spaniens landshold, som han debuterede for den 21. august 2002 i et opgør mod Ungarn. Efterfølgende har han repræsenteret Spanien ved både EM i 2004, VM i 2006 (scorede imod Saudi-Arabien) samt EM i 2008. Ved sidstnævnte var han med til at gøre holdet til europamester, selvom han dog kun opnåede spilletid i gruppekampen mod Grækenland.
Juanito har scoret tre landskampsmål, hvoraf det ene blev scoret ved VM i 2006.

## Titler
Copa del Rey
- 2005 med Real Betis

EM
- 2008 med Spanien